# طارمة مخمسة
الطارِمة المُخمَّسة (بالإنجليزية: pentagonal rotunda) متعدد وجوه مُحدَّب وجوهه مضلعات مُنتظَمة عددها 17 وجهًا: عشرة مثلثات متساوية الأضلاع، وستة مُخمَّسات، ومعشر واحد. تنتمي الطارِمة المُخمَّسة إلى عائلة الطوارم، قاعدتها الصغرى مُخمَّس والكبرى مُعشَّر. 
تستوفي الطارمة المُخمَّسة معايير مُجسَّمات جُنسون، وهو المُجسَّم رقم 6 في قائمة المُجسَّمات ورمزها: {\displaystyle J_{6}}. وهي أيضًا  مجسم ابتدائي، إذ لا يمكن تقطيعها بمستوٍ إلى مجسمات مُحدَّبة أصغر منتظمة الوجوه.
يمكن اعتبار الطارمة المخمسة على أنها نصف ذو وجوه اثنا عشري عشروني، وهو مجسم أرخميدي، أو نصف ثنائي طارمة مُخمَّسة قائمة، وهو مجسم جنسون آخر. يُنشأ كلا المجسمين بإلصاق طارمتين مُخمَّستين القاعدة إلى القاعدة، والفرق بين الاثنين هو أن إحدى الطارمتين تُبرَم لإنتاج المُجسَّم الأول، في حين تُلصق الطارمتان من غير برم لإنتاج الثاني.
من مُجسَّمات جنسون الأخرى التي تُنشَأ بإلصاق قاعدة طارمة مُخمَّسة إلى مُعشَّر في مُجسَّم آخر:
طارمة مُخمَّسة مُطالة، وطارمة مُخمَّسة مُطالة بالبرم، وطارمي قبي مُخمَّس قائم، وطارمي قبي مُخمَّس مبروم، وطارمي قبي مُخمَّس قائم مُطال، وطارمي قبي مُخمَّس مبروم مُطال، وثنائي طارمة مُخمَّسة قائم مُطال، وثنائي طارمة مُخمَّسة مبروم مُطال، وذو الطارمة والقمة المُخمَّستين  المُطال بالبرم، وثنائي طارمة مُخمَّسة مُطال بالبرم.
تُحسب مساحة سطح {\displaystyle A} الطارمة المُخمَّسة وحجمها {\displaystyle V} كما يلي:
{\displaystyle {\begin{aligned}A&=\left({\frac {1}{2}}\left(5{\sqrt {3}}+{\sqrt {10\left(65+29{\sqrt {5}}\right)}}\right)\right)a^{2}\approx 22.347a^{2},\\V&=\left({\frac {1}{12}}\left(45+17{\sqrt {5}}\right)\right)a^{3}\approx 6.918a^{3}.\end{aligned}}}

## معرض الصور
- نموذج ثلاثي الأبعاد مع وجوه غير شفافة

طارمة مُخمَّسة مُدارة بأوضاع متنوعة لاستعراض الوجوه المختلفة
مُجسَّم شفاف للطارمة المُخمَّسة